# Liya Silver
Liya Silver (* als Kristina Shcherbinina, 25. Februar 1999 in Kirgisistan) ist ein russisches Erotikmodel und Pornodarstellerin.

## Leben
Kristina wurde in Kirgisistan geboren, wo sie mit ihrer Mutter lebte. Nachdem sie ihren Schulabschluss gemacht hatte, zog sie zu ihrem Vater nach Sankt Petersburg. Sie begann ihre Karriere als Erotikmodel im Alter von 18 Jahren. Im Mai 2018, im Alter von 19 Jahren, gab sie ihr Debüt als Pornodarstellerin. Sie hat für europäische und amerikanische Studios wie Babes, Tushy, Blacked, Vixen, DDF Network, Reality Kings, VR Bangers, Blackedraw, Tushyraw, Video Marc Dorcel, Porndoe, Jules Jordan Video, LetsDoeIt, Little Caprice Dreams gearbeitet.
Im Jahr 2018 nahm Liya Silver neben Emily Willis, Izzy Lush und Paige Owens ihre erste Analsexszene für Tushy in First Anal 7 auf. Mit diesem Film erlangte sie internationale Bekanntheit und bekam ihr erstes Cover. Im September 2019 gewann sie zwei Auszeichnungen bei den XBIZ Europe Awards in den Kategorien „Best New Starlet“ und „Best Glamcore-Sexszene“, für den Film Club VXN Vacation.

## Auszeichnungen
- 2019: XBIZ Europe Award – Best New Starlet[2]
- 2019: XBIZ Europe Award – Best Sex Scene — Glamcore (zusammen mit Alberto Blanco und Jia Lissa in Club VXN Vacation)[2]
- 2020: AVN Award – Best New Foreign Starlet[3]
- 2020: AVN Award – Best Foreign-Shot Boy/Girl Sex Scene (zusammen mit Ricky Mancini in Liya 4 You)[3]
- 2021: AVN Award – Best Foreign-Shot All-Girl Sex Scene in Tender Kiss Little Caprice & Liya Silver (zusammen mt Little Caprice)[4]

## Filmografie (Auswahl)
- Young Fantasies 6
- First Anal Vol. 7
- Interracial Icon 12
- Threesome Fantasies 7
- Private Specials 269: Vacation Sex
- Luxure 11: Epouses offertes
- Girl Crush
- Blacked Raw V19
- Private Specials 278: Men’s Real Fantasies
- Lesbian Sleepover
- Intimate Fuck
- Views Vol. 1 (2021)
- Big Naturals Vol. 52 (2021)
- Down To Fuck A Stranger Vol. 10 (2021)
- Ignite Vol. 2 (2021)
- Blacked Raw V36 (2021)
- King's Massage Parlor (2020)
- Holes Filled With Toys (2020)
- Passion (2020)
- Rocco's Psycho Teens 15 (2020)
- Rocco: Pure Fitness (2020)
- MILFs Desperate For Dick (2020)
- Liya Silver Needs Dick (2020)
- Manuel's Euro Tour: Paris (2020)
- Sexiest Teen Cock Sitters 2 (2020)
- Icons Vol. 3 (2019)
- One Night In Paris (2019)
- Tushy Raw V37 (2022)